# Leave This Town
Leave This Town è il secondo album in studio del gruppo musicale statunitense Daughtry, pubblicato il 14 luglio 2009.

## Il disco
Chris Daughtry annunciò sul proprio profilo Twitter che il secondo album del gruppo sarebbe stato composto da 14 canzoni e 5 bonus track variabili in base al rivenditore dell'album. Per l'album furono scritte quasi 70 canzoni, ma ne vennero selezionate solamente 19 da inserire. Daughtry scrisse le canzoni insieme a molti artisti famosi, tra cui Chad Kroeger, Ryan Tedder e Adam Gontier. Il 29 maggio 2009, venne pubblicata la copertina del nuovo album sul sito della band.

## Accoglienza
| Recensione           | Giudizio   |
| -------------------- | ---------- |
| All Music            | [ 5 ]      |
| Entertainment Weekly | (B)        |
| IGN                  | (8/10)     |
| Los Angeles Times    | (Positivo) |
| The New York Times   | (Positivo) |
| People               | [ 10 ]     |
| Rolling Stone        | [ 11 ]     |
| Slant Magazine       | [ 12 ]     |
| Sputnikmusic         | [ 13 ]     |

L'album vendette 269 000 copie durante la prima settimana dopo la pubblicazione nei soli Stati Uniti. Nelle classifiche canadesi raggiunse la posizione n. 2, sei posizioni più in alto di Daughtry. Il 18 febbraio 2010 l'album ha ricevuto la certificazione di disco di platino dalla RIAA.

## Tracce
1. You Don't Belong – 3:59
2. No Surprise – 4:29
3. Everytime You Turn Around – 3:38
4. Life After You – 3:26
5. What I Meant to Say – 3:09
6. Open Up Your Eyes – 4:19
7. September – 4:00
8. Ghost of Me – 3:38
9. Learn My Lesson – 3:50
10. Supernatural – 3:37
11. Tennessee Line (feat. Vince Gill) – 4:36
12. Call Your Name – 4:02